# 晚霞灯塔的秘密
《晚霞灯塔的秘密》（日语：夕焼け灯台の秘密）是志茂文彦创作的一部轻小说，由KA Esuma文库出版，并曾在京都动画主办的电子杂志第21~25卷（2009年4月~8月）刊载。